# Сеница, Павел Иванович
Павел Иванович Сеница (укр. Павло Іванович Сениця; 23 сентября 1879, Максимовка, Полтавская губерния — 3 июля 1960, Москва) — украинский советский композитор и фольклорист, педагог.

## Биография
В 1900—1901 учился пению у У. Мазетти. В 1909 году окончил Московскую консерваторию по классу контрабаса и классу композиции. Ученик А. А. Ильинского и С. Н. Василенко; по композиции занимался также под руководством Б. Л. Яворского, по теоретическим дисциплинам — у P. P. Кёнемана.
Был оставлен в консерватории преподавателем музыкально-теоретических дисциплин. С 1908 преподавал элементарную теорию музыки в средних музыкальных учебных заведениях.
Состоял членом Крестовоздвиженского православного трудового братства.
В 1921—1931 — научный сотрудник этнографического подотдела муз. отдела Наркомпроса; записывал, изучал и обрабатывал украинские народные песни. В 1923—1929 — секретарь этнографической секции Гос. института музыкальных наук, в 1924—1928 — Президиума этнографических курсов при ГИМНе.
Умер в Москве.

## Творчество
В украинской музыке XX века произведения П. Сеницы, в первую очередь инструментальные, имели новаторское значение.
Впервые выступил как композитор в 1903 году (1-й струнный квартет). В своём творчестве широко использовал украинский народный песенный фольклор.
Автор нескольких опер, симфонической и инструментальной музыки, хоров, романсов и др.
Он автор научно-теоретических работ:
- «Современная украинская музыка» (1923),
- «Украинская вокальная музыка» (1925),
- «Украинские народные песни, записанные в Волынской губернии Н. Некозаченко» (1926),
- «П. Демуцкий, очерк из его жизни и критический анализ работ» (1931).

## Избранные произведения
- оперы
  - «Жизнь есть сон» (по Кальдерону),
  - «Наймичка» (по произведению Т. Шевченко, не окончена),
  - «Андрей», «Марта» (1926, не окончены, исполнялись отрывки);
- для оркестра — 2 симфонии, в том числе симфония «Де-не-де тополі» (1905, 1912), симфоническая поэма (1952), увертюра для симфонического оркестра (1908), симфонический танец (1945); камерно-инструментальные ансамбли — фортепианные трио (1951), квартет для деревянных духовых инструментов (1950);
- восемь струнных квартетов (1903, 1929, 1931, 1932, 1933, 1946, 1950), «Скерцо» (1903), «Музыкальный рисунок» и «Песня без слов» для фортепиано, две «Думы» для виолончели с фортепиано, «Легенда» для скрипки и фортепиано (1908), 3 таджикские мелодии (1932) и др.;
- для хора и оркестра — «Свято Жовтня» («Праздник Октября», 1932), «Музыкальная картина» (1932), хоры, в том числе «Большевистская весна» (1942, сл. Г. В. Кривченко), «Клятва» (1945, сл. М. П. Бажана), «Живи, Украина» (1945, сл. П. Г. Тычины);
- романсы, обработка и запись народных песен.
- «Песенка пастушек» (1916) и др.; вокальные дуэты и др.

Вокальные произведения Сеницы написаны на стихи Т. Шевченко, М. Рыльского, П. Тычины, Н. Филянского, А. Олеся.